# Hans Weiss (Radsportler)
Hans Weiss (* 8. Oktober 1910 in Berlin; † 17. Dezember 1985 ebenda) war ein deutscher Radrennfahrer.

## Sportliche Laufbahn
Weiss war von 1936 bis 1937 Berufsfahrer. Er startete für die deutschen Radsportteams Tedeschi und Wanderer. 1936 fuhr er die Tour de France in der deutschen Nationalmannschaft. Er schied auf der 13. Etappe aus. Im Giro d’Italia 1937 schied er auf der 15. Etappe aus.
Als Amateur wurde Weiss im Rennen der UCI-Straßen-Weltmeisterschaften 1934 als 14. klassiert.
Mehrfach gelangen ihm vordere Platzierungen in deutschen Eintagesrennen. 1936 wurde er Zweiter von Rund um Köln hinter Erich Bautz. Rund um die Hainleite für Amateure 1935 beendete er beim Sieg von Fritz Scheller auf dem 4. Platz. Bei Rund um Berlin 1934 wurde er Sechster im Rennen der Amateure. 1937 kam er im Rennen Berlin–Cottbus–Berlin beim Sieg von Willy Kutschbach auf den 5. Platz.